# معاملة المثليين في هايتي
قد يواجه الأشخاص من المثليين والمثليات ومزدوجي التوجه الجنسي والمتحولين جنسياً (اختصاراً: LGBT) في هايتي تحديات قانونية لا يواجهها غيرهم من المغايرين جنسيا. لايعتبر النشاط الجنسي غير التجاري بين الكبار المتوافقين المثليين جريمة جنائية، ولكن يمكن تغريم المتحولين جنسياً بسبب انتهاكهم لقانون التشرد المكتوب على نطاق واسع. يميل الرأي العام إلى معارضة حقوق المثليين، وهذا هو السبب في أن المثليين لا يتمتعون بالحماية من التمييز، ولا يتم تضمينهم في قوانين جرائم الكراهية، والمنازل التي يعيش فيها الشركاء المثليون غير مؤهلة للحصول على نفس الحماية القانونية المتاحة للأزواج المغايرين.

## قانونية النشاط الجنسي المثلي

القوانين المتعلقة بالمثلية الجنسية في أمريكا الوسطى وجزر الكاريبي.
زواج المثليين
توفر شكل آخر من أشكال الاعتراف القانوني
شراكة غير مسجلة
الاعتراف بزواج المثليين المنعقد في الخارج
لا اعتراف قانوني بالعلاقات المثلية
حظر دستوري على زواج المثليين، عبر تقييد تعريف الزواج في الدستور إلى اتحاد بين رجل وامرأءة فقط
المثلية الجنسية غير قانونية، لكن القانون لايتم تطبيقه
المثلية الجنسية غير قانونية للرجال فقط
المثلية الجنسية غير قانونية للرجال والنساء

توسع قانون العقوبات الفرنسي 1791، الذي اعتمد بين 25 سبتمبر و 6 أكتوبر 1791، إلى سانت دومينيك (هايتي في يومنا هذا). عندما أصبحت هايتي مستقلة عن فرنسا في عام 1804، لم يتم إدخال أي قانون يجرم الأفعال الجنسية المثلية بالتراضي، ولم يدخل أي قانون كذلك، في قانون العقوبات منذ ذلك الحين.
المادة 227 من القانون الجنائي تحظر التشرد، مع ذكر محدد في القانون للأشخاص الذين يلبسون لبسة الجنس الآخر.

## الاعتراف القانوني بالعلاقات المثلية
لاتعترف هايتي بزواج المثليين، الاتحاد المدني أو المؤسسات المماثلة. في عام 2013، نظم الزعماء الدينيون المسيحيون والمسلمون مظاهرة عامة كبيرة ضد زواج المثليين، عندما أعلنت جماعة حقوق المثليين في هايتي عن خطط للضغط من أجل مشروع قانون لحقوق المثليين في البرلمان.
في أغسطس 2017، مرر مجلس الشيوخ الهايتي مشروع قانون سجن يعاقب الأزواج والشركاء المثليين الذين يتزوجون بالحبس لمدة ثلاث سنوات، بغرامة قدرها 8000 دولار. يجب أن يقره مجلس النواب ويوقعه الرئيس قبل أن يصبح قانوناً. ولكن في 2019، يبدو أن الإجراء قد توقف وليس هناك أي تقدم.

## الحماية من التمييز
في 2019، لا يزال القانون لا يحظر القانون التمييز بسبب التوجه الجنسي أو الهوية الجندرية في مجالات مثل العمل والتعليم والرعاية الصحية والسكن والتمويل والإقامة العامة والنقل. لا يوجد في القانون الهايتي جرائم كراهية أو قانون للجريمة بدافع التحيز لمعالجة المضايقات والعنف الموجه ضد المثليين.
في عام 2017، أصدر مجلس الشيوخ قانونًا من شأنه أن يحظر مثليي الجنس من بين فئات الأشخاص الذين يمكن حرمانهم من «شهادة حسن النية» - وهي وثيقة مطلوبة كجزء من العديد من طلبات العمل. يجب أن يقره مجلس النواب ويوقعه الرئيس قبل أن يصبح قانوناً. ولكن في 2019، يبدو أن الإجراء قد توقف وليس هناك أي تقدم.

### الحماية الدستورية
لا يحظر دستور هايتي، الذي تم التصديق عليه في عام 1987، التمييز صراحة بسبب التوجه الجنسي أو الهوية الجندرية. ومع ذلك، يوفر الدستور ضمانات معينة لجميع المواطنين، بما في ذلك الحق في الرعاية الصحية والسكن والتعليم والغذاء والضمان الاجتماعي.

## المواقف الاجتماعية ووجهات النظر
معظم الهايتيين لديهم روابط قوية بدين أو طائفة ترى المثلية الجنسية وشهوة الملابس المغايرةبنظرة سلبية. ما يقرب من 80% من السكان كاثوليك، وتميل أيضا الجماعات الدينية الرئيسية الثانية والثالثة في هايتي، وهم البروتستانتية والإسلام، إلى حمل وجهات نظر سلبية حول الجنس المثلي وشهوة الملابس المغايرة.
نتيجة لهذه المواقف ووجهات النظر، غالبًا ما يشعر الأشخاص من مجتمع المثليين بالحاجة إلى توخي الحذر بشأن توجهاتهم الجنسية أو هويتهم الجندرية خشية التعرض للتمييز أو المضايقة. بينما سمحت حكومة هايتي بحركة حقوق المثليين، إلا أن الدعم الشعبي غير موجود تقريبًا.
الاستثناء الاجتماعي الرئيسي هو الفودو، الذي، كممارسة ومعتقدات روحية، ليس له سوى تمييز قليل ضد المثليين.
شارك أكثر من 1000 شخص في بورت أو برنس في يوليو 2013 للاحتجاج ضد المثلية الجنسية واقتراح تقنين زواج المثليين. جمع الاحتجاج مزيجًا من الجماعات الدينية من البروتستانت إلى المسلمين، الذين حملوا لافتات معادية للمثليين وهتفوا بالأغاني، بما في ذلك واحدة هددوا فيها بحرق البرلمان إذا جعل أعضاؤه زواج المثليين قانونيًا. قال تحالف الجماعات الدينية إنه يعارض القوانين في الدول الأخرى التي تدعم زواج المثليين.

### ثقافة مجتمع المثليين
لا تحدث مهرجانات أفلام ولا مسيرات لمجتمع المثليين في هايتي، ولا توجد حانات أو نوادي ليلية تلبي احتياجات الزبائن من مجتمع المثليين. بالنسبة للجزء الأكبر، لا تزال الحياة الاجتماعية لأفراد مجتمع المثليين في هايتي منخفضة إلى حد كبير، مثلها مثل بقية البلاد، مقسومة على الطبقة الاقتصادية.
في عام 2002 صدر فيلم وثائقي عن الهايتيين المثليين بعنوان «من الرجال والآلهة». يبحث الفيلم في حياة العديد من الرجال الهايتيين المثليين بشكل علني والتمييز الذي يواجهونه. كان هناك منذ ذلك الحين قدر كبير من العمل الأكاديمي في ثقافة المثليين في هايتي من قبل إليزابيث مكاليستر، إرين ديربان-ألبريشت، أوميسيكي ناتاشا تينسلي، داشا تشابمان، وماريو لاموت. تم عرض هؤلاء المتحدثين في ندوة رائدة حول ثقافة المثليين في هايتي في جامعة ديوك في عام 2015.

### معاملة الشرطة
غالبا مايتلقى ضحايا الجرائم من مجتمع المثليين معاملة مهنية من الشرطة، الذين يشاركون في كثير من الأحيان المواقف ووجهات النظر الدينية السلبية المتعلقة بالجنس المثلي وشهوة الملابس المغايرة.
من المعروف أن أفراد الشرطة يتورطون في المضايقة بأنفسهم، ومن خلال سلوكهم غير المهني، يجعل المثليين ضحايا للنضايقات من جديد.
يبدو أن تبرير إساءة المعاملة ومضايقة المثليين جنسياً ينبع من المواقف التقليدية المتعلقة بالجندر والأعراف الدينية.
غالبًا ما ترى الشرطة الأشخاص المثليين جنسياً ليس على أنهم غير أخلاقيين فحسب، بل ينتهكون القواعد «العادية» حول كيف يجب على الرجال والنساء ارتداء ملابسهم والتصرف.

### فيروس نقص المناعة البشرية/الإيدز
في عام 2005، كان ما يصل إلى 60% من الهايتيين يعيشون في فقر، مع ما يقرب من 2% من السكان مصابون بفيروس نقص المناعة البشرية. في عام 2008، ارتفع عدد الأشخاص المصابين إلى 4-6%، مع ارتفاع المعدلات إلى 13% في بعض الأحياء الريفية.
في عام 1997، تم إنشاء «غرادي» (بالفرنسية: Grasadis)‏ كمنظمة متخصصة في منع انتشار فيروس نقص المناعة البشرية/الإيدز بين الأقلية المثلية، وكذلك العمل على تثقيف الجمهور حول هذه الأقلية. أعربت السيدة الأولى السابقة ميلدريد ترويو صراحة عن دعمها لعمل جمعية «غرادي».

## سياسة الحكومة

### دوفالييه
لا يوجد دليل على ما إذا تم أو لم يتم استهداف الأشخاص المثليين على وجه التحديد خلال ديكتاتوريات فرانسوا دوفالييه وابنه جان كلود دوفالييه. تم إعدام الفنان الشهير ريشار بريسون من قبل الديكتاتورية، على الرغم من أنه ما زال من غير الواضح ما إذا كان توجهه الجنسي كان عاملاً في إعدامه أم لا.

### ما بعد عقد 1980
في الآونة الأخيرة، راجت إشاعة أن ميشيل بيير لويس، المرشحة لمنصب رئيسة الوزراء، مثلية الجنس، ما جعل عديد المشرعين يقومون بالإدانة العلنية بأنها غير أخلاقية وبالتالي غير مؤهلة لشغل منصب عام. وقد سُمح لها بالحصول على المنصب، لكن بعد قراءة بيان عام يعلن أن الشائعات كاذبة وإهانة لشخصيتها الجيدة.
في عام 2007، تم إنشاء «التحالف الهايتي للمثليات والمثليين» في مدينة نيويورك لتقديم الخدمات الاجتماعية للأقلية من مجتمع المثليين في هايتي فضلاً عن الحراك من أجل حقوقهم الإنسانية.
في عام 2008، شارك حوالي عشرة من الهايتيين في أول مظاهرة لحقوق المثليين في البلاد.

### زلزال 2010
قتل 14 من الهايتيين في زلزال هايتي 2010 أثناء حضورهم مجموعة دعم للرجال المثليين ومزدوجي التوجه الجنسي.
في الأسابيع التي تلت الزلزال، سمع الكثير من الرجال المثليين في هايتي خطبًا على الراديو وفي الكنائس، فضلاً عن كلام في الشوارع ألقي باللوم فيه على ماسيسي (masisi، وهي عبارة مهينة تعني شخصا مثلي الجنس) وغيرهم من «المذنبين» لإثارة غضب الرب والتسبب الزلزال. قام أحد المثليين بإبلاغ «اللجنة الدولية لحقوق المثليين والمثليات»، وتعرض صديق له من الرجال الذين يمارسون الجنس مع الرجال للضرب على أيدي حشد غاضب قام حشد بسبه لفظيًا واتهموه بأنه مسؤول عن الزلزال.
عندما كافح بول إميل إرنست، مدير منظمة خدمات الإيدز «الحركة المدنية ضد فيروس نقص المناعة» (بالفرنسية: Action Civique Contre le VIH)‏ في بورت أو برنس للتسلق من تحت أنقاض مكتبه المنهار، سمع هتافات من جيران يتجمعون في الخارج: "Meci Jesus, prezidan an pedo ki mouri" («شكرًا لك يا يسوع، لقد مات رئيس المتحرشين بالأطفال.») و "Mo an masisi!" («الموت للشواذ!»).
كانت هناك أيضا هجمات لفظية وجسدية ضد ممارسي ديانة الفودو في أعقاب الزلزال، الذين شعر العديد أنه مثل المثليين جنسيا، فإن أتباع الفودو كانوا غير أخلاقيين وتحملوا بعض المسؤولية عن كارثة البلاد.
من المعروف في هايتي أن عددًا كبيرًا من الفودو هم من المثليين، ويعتقد الكثيرون من مجتمن المثليين أنه من السهل الانفتاح على النشاط الجنسي والتعبير الجندري في ثقافة الفودو.
بعد وقوع الزلزال، ذكر الرجال المثليين ومزدوجو التوجه الجنسي أنهم اتخذوا سلوكًا أكثر ذكورية منذ وقوع الزلزال، حيث قاموا بتغيير صوتهم وموقفهم ومشيتهم - "mettre des roches sur nos epaules" («واضعين الصخور على أكتافنا») - من أجل تجنب التحرش داخل المخيمات وخارجها وتقليل فرص الحرمان من الحصول على سكن طارئ أو رعاية صحية و/أو التسجيل في برامج الغذاء مقابل العمل.
في سياق ما بعد الزلزال، أعرب الكثير من المثليين عن عدم ثقتهم في قدرة الشرطة واستعدادها لضمان الحماية والالتزام بسيادة القانون عندما يتعلق الأمر بحماية المثليين. كمثال، قال رجل تمت مقابلته إنه تعرض للتهديد والاعتداء الجسدي لأنه من المفترض أنه مزح مع رجل جالس أمامه على تابتاب (حافلة محلية). عندما وجد شرطيًا قريبًا، بدلاً من أن يشرح أنه تعرض للمضايقة نتيجة لحياته الجنسية، أخبر الشرطي أنه كان ضحية للسرقة لأنه قال: «كنت أعرف أن [الشرطة] لن تساعد إلا إذا قلت لهم إنني تعرضت للسرقة، وإذا علمت الشرطة أنني مثلي، فقد يهاجمونني بدلاً من الرجل الذي ضربني.»
ذكر رجل مثلي الجنس آخر قابلته اللجنة الدولية لحقوق الإنسان للمثليين المثليات أن «تعاركت مع أخي. ذهبت إلى الشرطة بحثاً عن المساعدة. عندما أخبرهم أخي أنني ماسيسي (مثلي)، صفعوني وضحكوا، وضربوني أسوأ مما فعل».
أفادت مجموعة من النساء المثليات اللائي قابلتهن اللجنة الدولية لحقوق الإنسان للمثليين والمثليات أن العنف الجنسي والاغتصاب التصحيحي «يمثل بالتأكيد مشكلة» في مخيمات اللاجئين بعد الزلزال. تم توثيق اغتصاب المثليات والرجال المثليين والنساء المتحولات جنسياً في المخيمات أو بالقرب منها. على سبيل المثال، تم اغتصاب امرأة مثلية تبلغ من العمر 24 عامًا بوحشية على أيدي ثمانية رجال في معسكر «شامب دي مارس».

## ملخص
| قانونية النشاط الجنسي المثلي                                                                  | (منذ عام 1791) |
| المساواة في السن القانوني للنشاط الجنسي                                                       | Yes            |
| قوانين مكافحة التمييز في التوظيف                                                              | No             |
| قوانين مكافحة التمييز في توفير السلع والخدمات                                                 | No             |
| قوانين مكافحة التمييز في جميع المجالات الأخرى (تتضمن التمييز غير المباشر، خطاب الكراهية)      | No             |
| قوانين مكافحة أشكال التمييز المعنية بالهوية الجندرية                                          | No             |
| زواج المثليين                                                                                 | No             |
| الاعتراف القانوني بالعلاقات المثلية                                                           | No             |
| السماح بالتبني للشخص العازب بغض النظر عن التوجه الجنسي                                        | No             |
| تبني أحد الشريكين للطفل البيولوجي للشريك الآخر                                                | No             |
| التبني المشترك للأزواج المثليين                                                               | No             |
| يسمح للمثليين والمثليات ومزدوجي التوجه الجنسي والمتحولين جنسيا بالخدمة علناً في القوات المسلحة | ليس لديها جيش  |
| الحق بتغيير الجنس القانوني                                                                    | No             |
| علاج التحويل محظور على القاصرين                                                               | No             |
| الحصول على أطفال أنابيب للمثليات                                                              | No             |
| الأمومة التلقائية للطفل بعد الولادة                                                           | No             |
| تأجير الأرحام التجاري للأزواج المثليين من الذكور                                              | No             |
| السماح للرجال الذين مارسوا الجنس الشرجي التبرع بالدم                                          | No             |